# Mutinus bambusinus
Mutinus bambusinus är en svampart som först beskrevs av Heinrich Zollinger, och fick sitt nu gällande namn av Eduard Fischer 1886. Mutinus bambusinus ingår i släktet Mutinus och familjen stinksvampar.   Inga underarter finns listade i Catalogue of Life.